# Takeshi Katō (acteur)
Pour les articles homonymes, voir Kato.
Takeshi Katō (加藤 武, Katō Takeshi) est un acteur japonais, né le 24 mai 1929 et mort le 31 juillet 2015 à Tokyo, au Japon.

## Biographie
Principalement cantonné aux seconds rôles, Takeshi Katō a plusieurs fois collaboré avec Akira Kurosawa, Kon Ichikawa et Kinji Fukasaku.
Il a tourné dans plus de 100 films entre 1957 et 2009.

## Filmographie partielle
- 1954 : Les Sept Samouraïs (七人の侍, Shichinin no samurai?) d'Akira Kurosawa : un samouraï (non crédité)
- 1958 : La Forteresse cachée (隠し砦の三悪人, Kakushi toride no san akunin?) d'Akira Kurosawa : un samouraï
- 1960 : Les salauds dorment en paix (悪い奴ほどよく眠る, Warui yatsu Hodo yoku nemuru?) d'Akira Kurosawa : Itakura
- 1961 : Cochons et Cuirassés (豚と軍艦, Buta to gunkan?) de Shōhei Imamura : Ōhachi
- 1961 : Le Garde du corps (用心棒, Yōjinbō?) d'Akira Kurosawa : Kobuhachi
- 1963 : Entre le ciel et l'enfer (天国と地獄, Tengoku to jigoku?) d'Akira Kurosawa : inspecteur Nakao
- 1963 : La Mère (母, Haha?) de Kaneto Shindō : Toshiro
- 1964 : Les Lundis de Yuka (月曜日のユカ, Getsuyōbi no Yuka?) de Kō Nakahira : « Papa »
- 1965 : L'Île des braves (None But The Brave) de Frank Sinatra : sergent Tamura
- 1966 : Élégie de la violence (けんかえれじい, Kenka erejii?) de Seijun Suzuki
- 1967 : Le Jour le plus long du Japon (日本のいちばん長い日, Nippon no ichiban nagai hi?) de Kihachi Okamoto
- 1970 : Fuji sanchō (富士山頂?) de Tetsutarō Murano
- 1973 : Combat sans code d'honneur 3 : Guerre par procuration (仁義なき戦い 代理戦争, Jingi naki tatakai: Dairi sensō?) de Kinji Fukasaku
- 1974 : Combat sans code d'honneur 4 : Opération au sommet (仁義なき戦い 頂上作戦, Jingi naki tatakai: Chōjō sakusen?) de Kinji Fukasaku : Noburo Uchimoto
- 1975 : La Porte de la jeunesse (青春の門, Seishun no mon?) de Kirio Urayama
- 1976 : Le Complot de la famille Inugami (The Inugamis (犬神家の一族, Inugami-ke no ichizoku?) de Kon Ichikawa : Tachibana
- 1977 : La Ballade du diable (悪魔の手毬唄, Akuma no temari-uta?) de Kon Ichikawa
- 1977 : L'Île de la prison (獄門島, Gokumon-tō?) de Kon Ichikawa
- 1978 : La Reine des abeilles (女王蜂, Joōbachi?) de Kon Ichikawa : inspecteur Todoroki
- 1978 : Le Phenix (火の鳥, Hi no tori?) de Kon Ichikawa
- 1979 : Nichiren (日蓮?) de Noboru Nakamura
- 1979 : La Maison du pendu (病院坂の首縊りの家, Byōinzaka no kubikukuri no ie?) de Kon Ichikawa
- 1980 : L'Ancienne Capitale (古都, Koto?) de Kon Ichikawa
- 1984 : C'est dur d'être un homme : Marions-les (男はつらいよ 夜霧にむせぶ寅次郎, Otoko wa tsurai yo: Yogiri ni musebu Torajirō?) de Yōji Yamada : Kingo
- 1985 : Ran (乱?) d'Akira Kurosawa : Koyata Hatakeyama
- 1987 : La Princesse de la Lune (竹取物語, Taketori monogatari?) de Kon Ichikawa : Fujiwara-no-Ōkuni
- 1988 : Espoir et Douleur (ダウンタウン・ヒーローズ, Dauntaun Hiirōzu?) de Yōji Yamada
- 1989 : Shasō (社葬?) de Toshio Masuda
- 1993 : Le Retour de Monjiro Kogarashi (帰って来た木枯し紋次郎, Kaettekita Kogarashi Monjirō?) de Kon Ichikawa
- 1999 : La Maison des geishas (おもちゃ, Omocha?) de Kinji Fukasaku : Kitayama
- 2000 : Dora-heita (どら平太?) de Kon Ichikawa : Uchijima Toneri
- 2006 : Les Inugamis (犬神家の一族, Inugami-ke no ichizoku?) de Kon Ichikawa : Todoroki[2]